# Liste der Naturdenkmale in Neuhausen ob Eck
| Naturdenkmale | Anzahl |
| ------------- | ------ |
| FND           | 6      |
| END           | 1      |
| Gesamt        | 7      |

Die Liste der Naturdenkmale in Neuhausen ob Eck nennt die verordneten Naturdenkmale (ND) der im baden-württembergischen Landkreis Tuttlingen liegenden Gemeinde Neuhausen ob Eck. In Neuhausen ob Eck gibt es insgesamt sieben als Naturdenkmal geschützte Objekte, davon sechs flächenhafte Naturdenkmale (FND) und ein Einzelgebilde-Naturdenkmal (END).
Stand: 1. November 2016.

## Flächenhafte Naturdenkmale (FND)
| Name                                | Bild | Kennung     | Einzelheiten     | Position | Fläche Hektar | Datum         |
| ----------------------------------- | ---- | ----------- | ---------------- | -------- | ------------- | ------------- |
| Burg                                | BW   | 83270380007 | Neuhausen ob Eck | ⊙        | 0,2           | 20. Juli 1992 |
| Erget                               | BW   | 83270380003 | Neuhausen ob Eck | ⊙        | 0,3           | 7. Mai 1990   |
| Harreser Erdfälle                   | BW   | 83270380001 | Neuhausen ob Eck | ⊙        | 3,3           | 1. Apr. 1987  |
| Hochmoor Wilde im Schindelwald      |      | 83270380002 | Neuhausen ob Eck | ⊙        | 3,4           | 1. Juli 1987  |
| Wasserfall (Doline) im Schindelwald |      | 83270380004 | Neuhausen ob Eck | ⊙        | 0,1           | 20. Juli 1992 |
| Wasserversickerung                  | BW   | 83270380006 | Neuhausen ob Eck | ⊙        | 0,0           | 20. Juli 1992 |
| Legende für Naturdenkmal            |      |             |                  |          |               |               |

## Einzelgebilde (END)
| Name                                                                       | Bild     | Kennung     | Einzelheiten     | Position | Fläche Hektar | Datum         |
| -------------------------------------------------------------------------- | -------- | ----------- | ---------------- | -------- | ------------- | ------------- |
| Kastanie bei der Kapelle Gewöhnliche Rosskastanie (Aesculus hippocastanum) | ND links | 83270380005 | Neuhausen ob Eck | ⊙        | 0,0           | 20. Juli 1992 |
| Legende für Naturdenkmal                                                   |          |             |                  |          |               |               |